# П.Я.Т.Н.И.Ц.А.
П.Я.Т.Н.И.Ц.А. (англ. F.R.I.D.A.Y.) — искусственный интеллект, появляющийся в комиксах издательства Marvel Comics. Впервые появляется в комиксе Железный человек Vol. 3 #53 в июне 2002 года.

## История публикации
П.Я.Т.Н.И.Ц.А впервые появляется в Iron Man Vol. 3 #53 и была создана Майком Греллом и Майклом Райаном.

## Биография
В то время, когда Тони Старк не хотел нанимать другого секретаря, он создал искусственного в форме искусственного интеллекта под названием П.Я.Т.Н.И.Ц.А который носил голограмму молодой девушки.
Когда Тони Старк начал меньше использовать П.Я.Т.Н.И.Ц.у, она в итоге разозлилась. При захвате некоторых видов брони Железного Человека П.Я.Т.Н.И.Ц.А. похитила Пеппер Поттс, как Железный Человек отследил её до Stark Industries Кони-Айленд. После того, как Железный Человек отправил контролируемые доспехи Железного Человека и голограмму Фин Фан Фума, Железный человек рассуждал с П.Я.Т.Н.И.Ц.ей как отметила Пеппер, П.Я.Т.Н.И.Ц.А была влюблена в Тони. Затем он обосновал её до здания Бакстера, проведя полный месячный расчет Пи, поскольку Эдвин Джарвис следит за ней.
В All-New, All-Different Marvel в голографическом облике П.Я.Т.Н.И.Ц.А. теперь похожа на молодую женщину, когда Тони Старк снова начал её использовать.
Во время второй гражданской войны П.Я.Т.Н.И.Ц.А. сообщает Тони Старку, что анализ на Улисс Каина почти завершен.

## Вне комиксов

### Телевидение
- П.Я.Т.Н.И.Ц.А. появляется в мультсериале «Мстители, общий сбор!» в эпизоде «Adapting to Change» сезона #3 «Революция Альтрона», роль озвучивала Дженнифер Хейл.

### Фильмография
П.Я.Т.Н.И.Ц.А. появляется в фильмах медиафраншизы «Кинематографическая вселенная Marvel» (КВМ) в качестве искусственного интеллекта, созданного Тони Старком. Искусственный интеллект П.Я.Т.Н.И.Ц.А. озвучивала актриса Керри Кондон.
П.Я.Т.Н.И.Ц.А. появляется в следующих фильмах медиафраншизы:
- В фильме «Мстители: Эра Альтрона» (2015), П.Я.Т.Н.И.Ц.А. становится заменой искусственного интеллекта Д.Ж.А.Р.В.И.С., когда тот обретает физическую оболочку и становится Вижном, и в дальнейшем помогает Тони Старку в битве за Заковию.
- В фильме «Первый мститель: Противостояние» (2016), П.Я.Т.Н.И.Ц.А. активно участвует в расследовании дела Гельмута Земо и помогает Тони Старку в борьбе со Стивом Роджерсом[5][6].
- В фильме «Человек-паук: Возвращение домой» (2017), П.Я.Т.Н.И.Ц.А. помогает Тони Старку в спасении Питера Паркера.
- В фильме «Мстители: Война бесконечности» (2018), во время вторжения на Землю Эбенового Зоба и Кулла Обсидиана, П.Я.Т.Н.И.Ц.А. вызывает службу спасения на место прибытия их корабля для эвакуации людей с места посадки, и в дальнейшем, после убытия Старка в космос, вызывает Пеппер Поттс, после чего отключается из-за отсутствия связи[7].
- В фильме «Мстители: Финал» (2019), П.Я.Т.Н.И.Ц.А. помогает Тони Старку противостоять титану Таносу из альтернативной реальности, и после победы на ним, констатирует гибель Тони Старка после использования им Камней Бесконечности.

### Видеоигры
- П.Я.Т.Н.И.Ц.А. является героем компьютерной игры Lego Marvel’s Avengers, её роль озвучивает Элле Ньюлендс.
- П.Я.Т.Н.И.Ц.А. появляется в игре Marvel Powers United VR, где её озвучивает Дженнифер Хейл.
- П.Я.Т.Н.И.Ц.А. появляется в игре Marvel’s Iron Man VR, где её озвучивает Лейла Бёрч.